# 瑟巴斯坦·萊特納
瑟巴斯坦·萊特納（德語：Sebastian Leitner，1919年—1989年）是德國的評論家和科學推廣者。

## 生平
瑟巴斯坦·萊特納出生於薩爾茨堡。1938年他在維也納就學時，由於反對德意志帝國吞併奧地利而被納粹短暫羈押過。後來，他移居法蘭克福學習法律，但在1942年被德意志國防軍征募。他在蘇聯的監獄裡度過幾年後，於1949年返回德國，並且開始了評論員的職業生涯。他的妻子是奧地利的記者兼作家西婭·萊特納。
起初，他專注於法律和社會學主題，但後來他將醫學和心理學相關學科作為他的主題。他的著作《如何學會學習》（德語：So lernt man lernen）是關於學習心理學的實用手冊，成為一本暢銷書。在這本經常被引用的書中，他描述了他的萊特納系統，該系統使用抽認卡並透過間隔重複來加速和增長學習。

## 著作
- So lernt man lernen. Der Weg zum Erfolg (How to learn to learn), Freiburg i. Br. 1972/2003, ISBN 3-451-05060-9
- So lernt man leben (How to learn to live), München 1974, Droemer Knaur, ISBN 3-426-04571-0

## 外部連結
- 萊特納的學習卡片箱 （页面存档备份，存于）